# 艾蘭萊克鎮區 (明尼蘇達州萊昂縣)
艾蘭萊克鎮區（英語：Island Lake Township）是位於美國明尼蘇達州萊昂縣的一個行政鎮區。

## 地方資料
艾蘭萊克鎮區的面積為93.83平方千米，當中陸地面積為92.49平方千米，而水域面積為1.34平方千米。根據2020年美國人口普查的數據，當地共有人口172人，而人口密度為每平方千米1.83人。